# Nizám

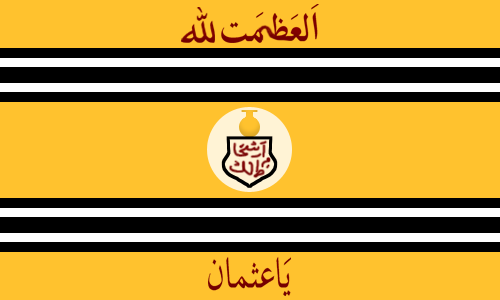
Hiderábád Aszafita zászlaja

A nizám egy ősi indiai uralkodói cím, amely a Nizam-al-Mulk kifejezés rövidítéséből alakult ki. Az arab eredetű szó Birodalmi ügyintézőt jelent. A nizámok Hiderábád állam szuverén uralkodói voltak 1719-től egészen a hatalmas kiterjedésű birodalom felbomlásáig. A több mint kétszáz éven keresztül uralkodó Aszaf Dzsah dinasztiát Kamaraddin Khán alapította, aki 1713 és 1721 között a mogul császárok hatalmas déli tartományainak, a Dekkánnak az alkirálya volt. Amikor 1707-ben Aurangzeb császár meghalt, Kamaraddin egyre jobban távolodott a központi udvartól, és egészen 1724-ig megtartotta az Aszaf Dzsah címet, de a mogulok uralmának gyengülésével Hiderábádban kinyilvánította függetlenségét, és elszakadt a moguloktól.

Kamaraddin utódjai egy Franciaországnál is nagyobb területet örököltek, és felvették a nizám címet, ami egyedül a hiderábádi uralkodókat illette meg. A nizámok a világ leggazdagabb emberei közé emelkedtek, és legendás vagyonuk felvirágoztatta Hiderábádot. A brit gyarmati uralom (British Raj) idején a mindenkori brit uralkodó nevében, annak autonóm vazallusaiként gyakorolták hatalmukat. Hét nizám uralkodott Hiderábádban több mint két évszázadon keresztül egészen addig, amíg 1948-ban India magához csatolta a nizámok földjét. 

A muzulmán nizámok a művészetek, az irodalom, az építészet és a kultúra elkötelezett támogatói voltak. Minden műkedvelésük közül kiemelkedett az ékszerészet patronálása, mind a mai napig híresek a nizámok ékszerei. Emellett Hiderábád sajátos, egyedi konyhája és gasztronómiája is az ő hatásukra alakult ki.

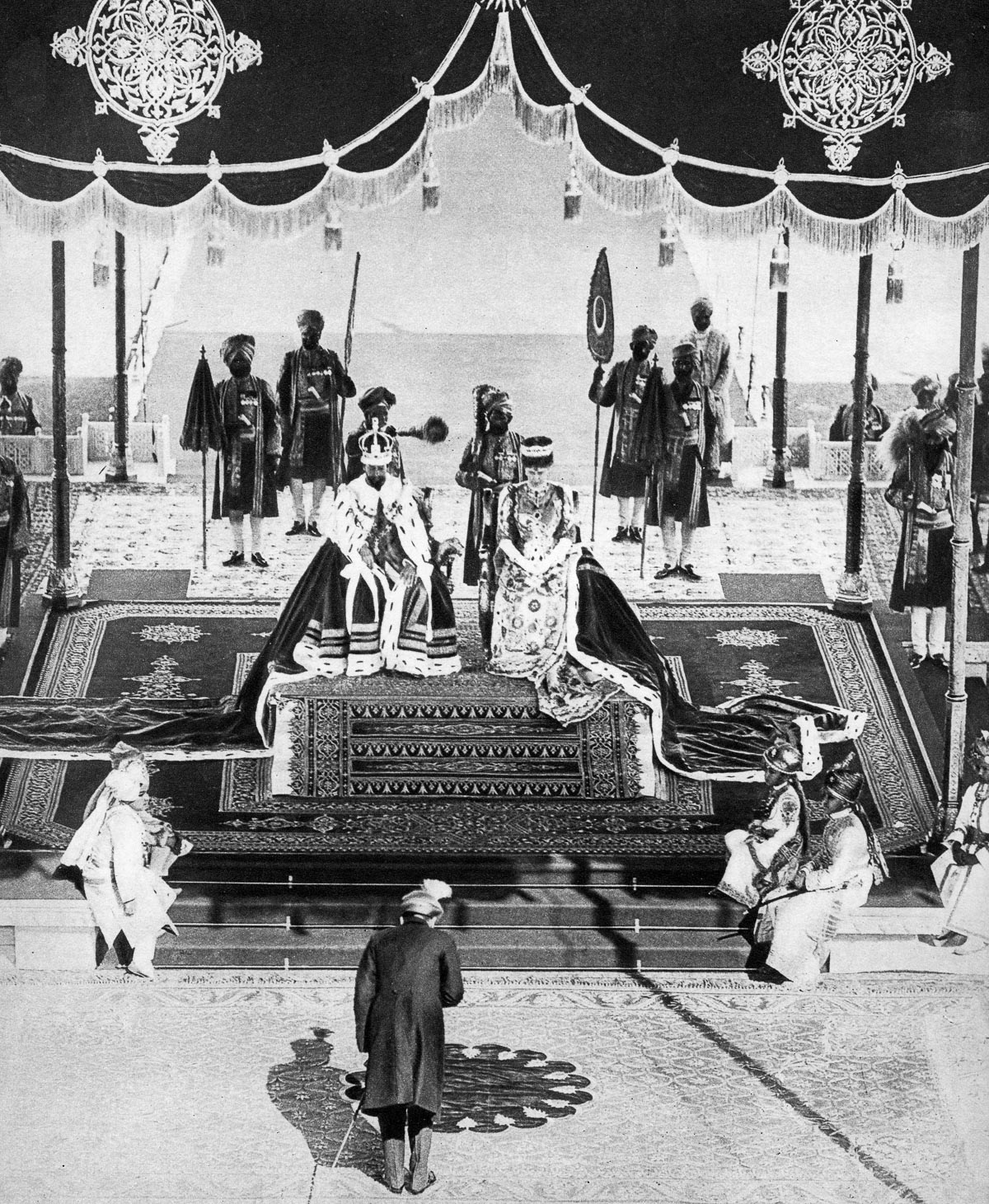
A hiderabadi nizám alattvalói hódolata V. György, mint India császára előtt az 1911-es Delhi durbar-on. Az indiai brit uralom idején a nizám a brit uralkodó, mint India császára, vagy császárnője nevében, annak autonóm vazallusaként gyakorolta hatalmát.

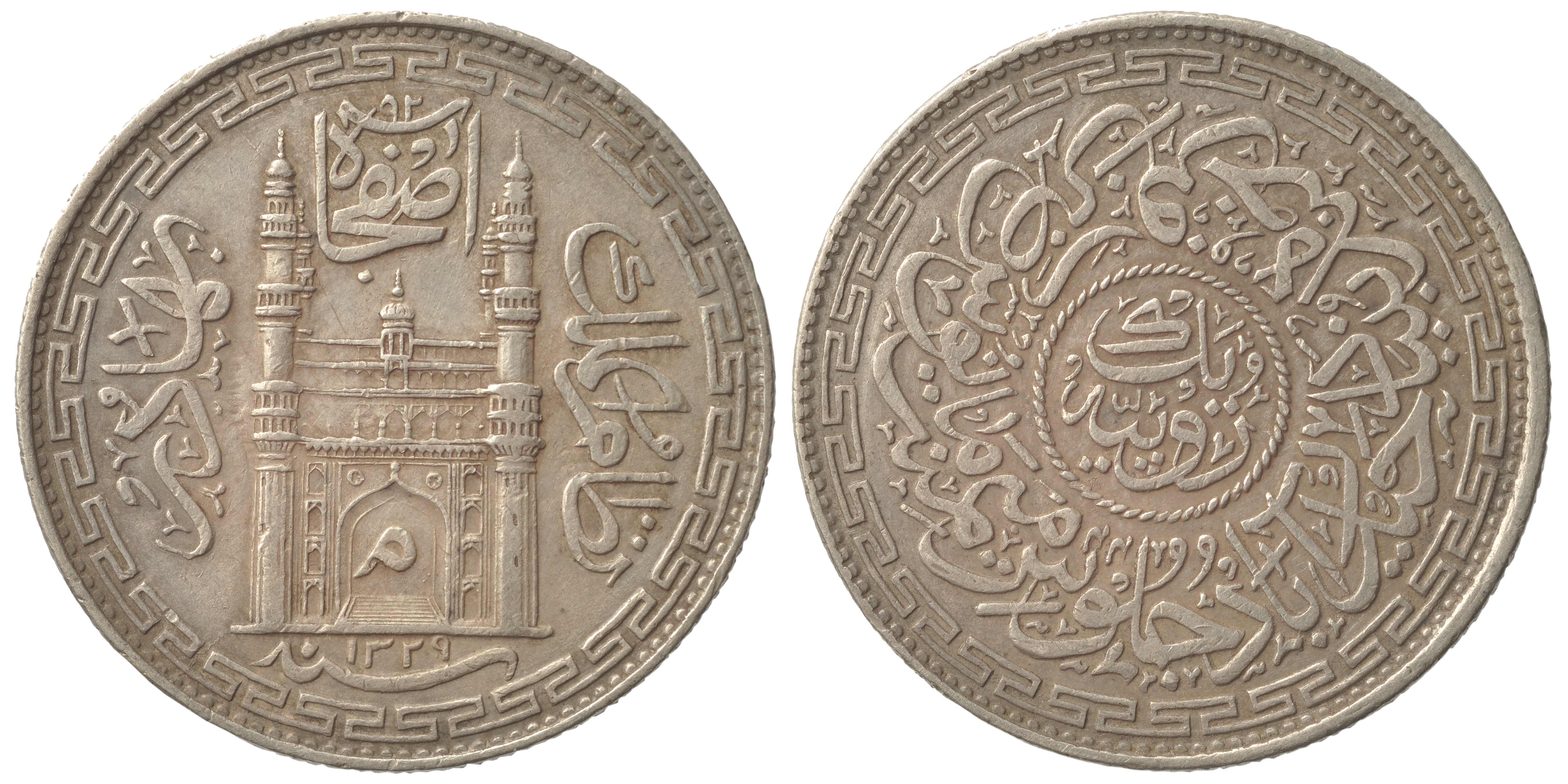
Hiderabadi 1911-es 1 rúpiás ezüstérme, melyet Mir Oszmán Ali Khán nizám V. György brit uralkodó, mint India császára nevében bocsátott ki. A hiderabadi rúpia a brit indiai rúpiával volt egyneértékű.

## A nizám cím eredete
A történetírás elsőként 1019-ben vetette lapjaira a nizám nevet. Ekkor jegyezték fel a szeldzsuk szultánok mellett Bagdadot irányító nagyvezír, Nizām al-Maluk nevét. A nagyvezír neve feltehetőleg egybeforrt a tisztséggel, de az bizonyos, hogy a tisztség neve az arab nizhám (نظام) szóból származik, amely rendet, elrendezést jelent. Az iszlám uralkodók gyakran használták a nizám címet birodalmuk jelentősebb területeinek kormányzóira. A cím India területén a muzulmán mogulok térnyerésével került előtérbe. Elsőként a 17. század elején jelent meg a nizám cím urdu területen, és eredetileg birodalmi kormányzót avagy az egész császárság képviselőjét jelentette.

## Hiderábádnizámjai
- Mir Oszmán Ali Khán, VII. Aszaf Dzsah (ténylegesen: 1911–1848, névlegesen: 1948-1967)

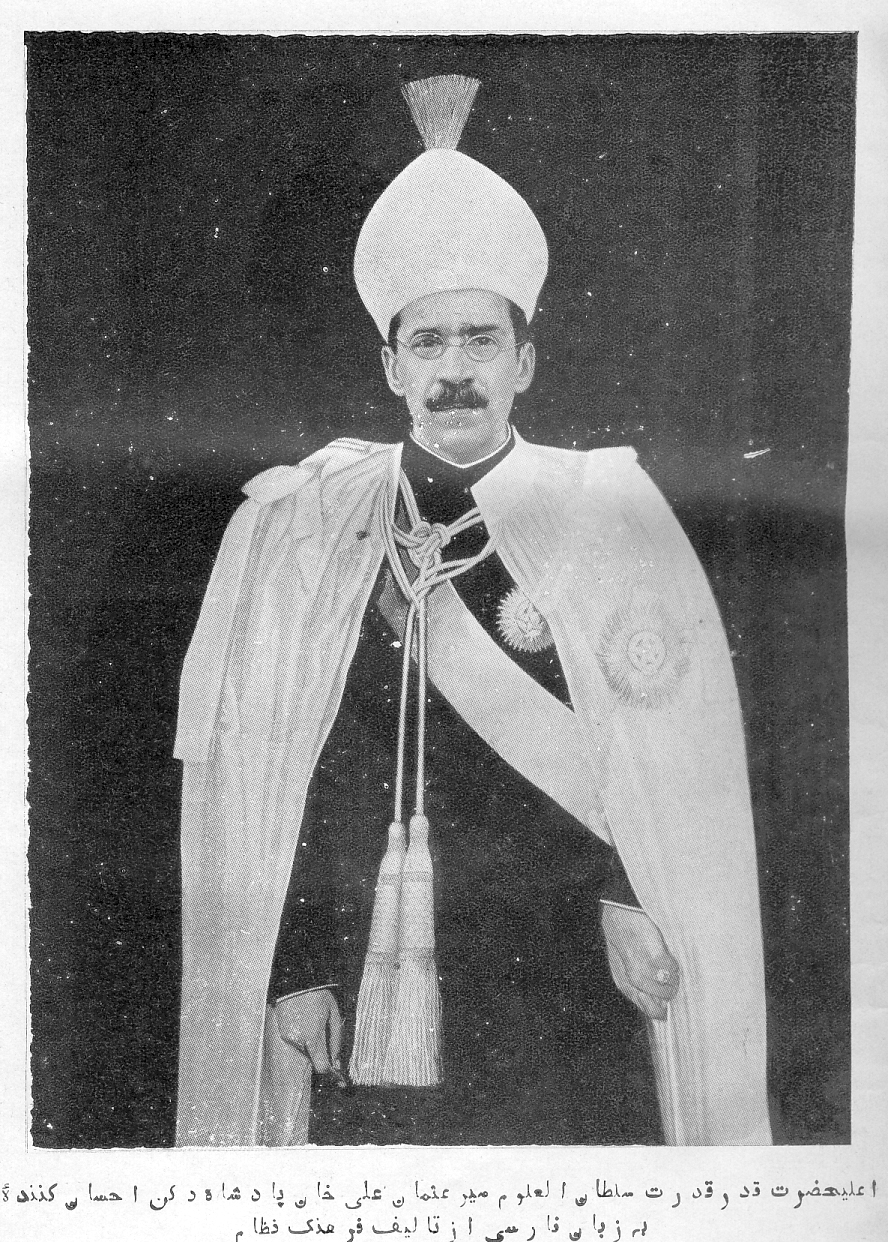
Mir Oszmán Ali Khán, VII. Aszaf Dzsah, az utolsó hiderábádi nizám.